# جون أ. بوروز جونيور
جون أ. بوروز جونيور (بالإنجليزية: John A. Burroughs, Jr.)‏ هو دبلوماسي أمريكي، ولد في 31 يوليو 1936 في واشنطن العاصمة في الولايات المتحدة، وتوفي في 11 سبتمبر 2014.